# NautaDutilh
 (septembre 2021).
Si vous disposez d'ouvrages ou d'articles de référence ou si vous connaissez des sites web de qualité traitant du thème abordé ici, merci de compléter l'article en donnant les références utiles à sa vérifiabilité et en les liant à la section « Notes et références ».

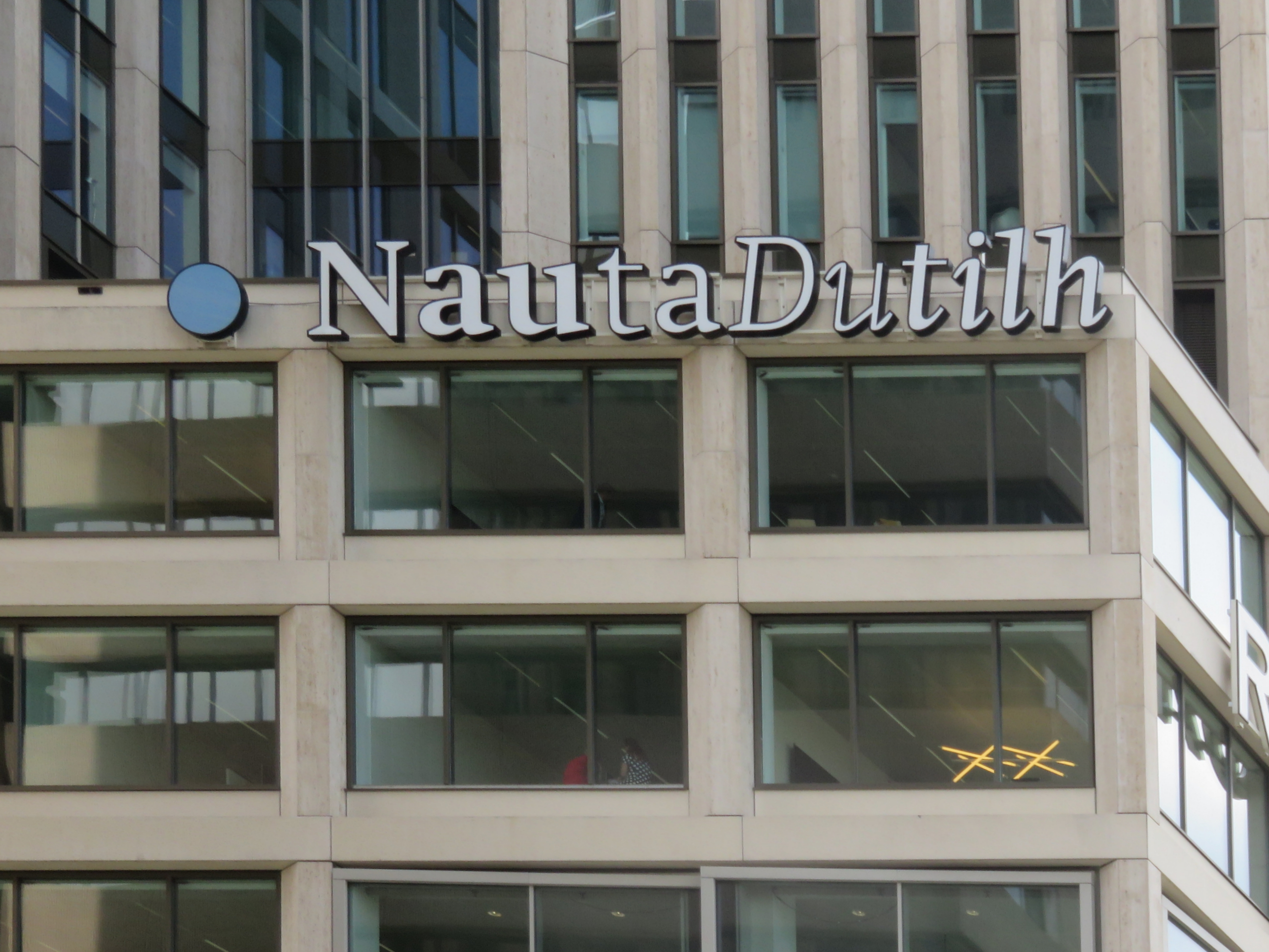
NautaDutilh, 2019

NautaDutilh est un cabinet indépendant spécialisé en droit néerlandais, belge et luxembourgeois. C’est l’un des plus grands cabinets juridiques en Europe, avec plus de 450 avocats, notaires et conseillers fiscaux dans les bureaux d’Amsterdam, Bruxelles, Londres, Luxembourg, New York et Rotterdam. NautaDutilh est un cabinet dont la fondation remonte à 1724.
NautaDutilh se spécialise principalement dans le droit des sociétés, le droit bancaire et financier, mais est aussi connu pour son expertise dans les domaines de la fiscalité, de la propriété intellectuelle, de la concurrence, des télécommunications et des médias, de l'immobilier commercial et de l'assurance. Le cabinet conseille des clients tant nationaux qu’internationaux. Les associés du cabinet ont une longue expérience du service public et du travail en milieu universitaire.
NautaDutilh est connu pour son implication dans des causes célèbres, comme en 1795 lorsque le cabinet a participé aux négociations de prêts entre les banques néerlandaises et des représentants du gouvernement américain pour le financement de la reconstruction et de l'expansion de Washington, D.C..
NautaDutilh a par ailleurs employé la première femme avocate aux Pays-Bas en 1903, Adolphine Kok, et a participé à produire en ses rangs des entrepreneurs, des politiciens ainsi qu'un lauréat du prix Nobel de la paix : Tobias Asser (1838-1913).

## Mandats importants
- Conseil de Deutsche Bank AG aux côtés de Simpson Thacher & Bartlett et White & Case dans le LBO de 925 millions € de la société industrielle de Cinven Ltd. Klöckner Werke AG en 2001.
- Représentation de Alitalia SpA dans un arbitrage réussi de 253,3 millions € contre KLM pour la résiliation indue de leur alliance par KLM en 2000. La décision a été rendue en 2002. Cleary Gottlieb Steen & Hamilton et Studio Legale Ughi e Nunziante étaient aussi des conseils d’Alitalia.
- Counseil d’un consortium bancaire conduit par Deutsche Bank AG, Barclays Capital, Dresdner Kleinwort Wasserstein, HSBC Bank plc, Salomon Brothers International Ltd et JP Morgan plc. dans un dispositif d’emprunt de 15 milliards  pour E.ON Insurance en 2002.
- Représentation d’Air France lors de sa fusion avec KLM pour un montant de 784 millions € en 2003. Linklaters LLP était également conseil.
- Conseil de la Japan Bank for International Cooperation avec Marubeni Corporation et Mitsui & Co. Ltd. pour un contrat de cofinancement et d’enlèvement à long terme d’une valeur de 3,5 milliards $ avec Petróleos de Venezuela SA en 2007.
- Conseil de ABN Amro Bank après réception d’une offre de reprise d’un montant de 71,1 milliards € de la part d’un consortium bancaire composé de Royal Bank of Scotland plc (RBS), Banco Santander SA et Fortis Bank BV en 2008.
- Représentation de Dexia Bank Nederland dans l’obtention d’une autorisation en justice pour le règlement d’environ 1 milliard d'euros pour une action collective intentée contre Dexia par rapport à ses produits de leasing d’actions. Cela fut le premier cas d’autorisation par un tribunal d’un règlement collectif dans le secteur des services financiers aux Pays-Bas.
- Représentation de Eureko B.V. dans son action BIT de plusieurs milliards € contre l’État polonais à propos des investissements d’Eureko dans PZU, la plus grande compagnie d’assurance de Pologne (en cours)
- Représentation de Yukos dans son combat contre l’État russe (en cours).
- Conseil de ING Group sur la reprise d’un risque de crédit de l’État néerlandais.
- Représentation de Lancôme (Groupe L'Oréal) dans une décision constituant une première dans laquelle la Cour suprême a confirmé l’arrêt de la Cour d’appel avec l’argument selon lequel l’effluve des ingrédients d’un parfum constitue une œuvre originale qui peut donc être protégée par un copyright.
- NautaDutilh a assisté Johnson & Johnson dans son offre publique pour toutes les actions ordinaires de la société biopharmaceutique Crucell N.V.. Cravath à New York, USA étant le conseil américain de Johnson & Johnson.
- NautaDutilh Luxembourg a conseillé Wind Acquisition Finance S.A. dans le placement d’une émission d’obligations à haut rendement pour un montant de 2,7 milliards d'euros dans le cadre d’une transaction de 6,6 milliards d'euros. La transaction a été considérée comme l’émission la plus importante de ce type en Europe en 2010.
- NautaDutilh Bruxelles a assisté FPIM à la suite de la souscription d’instruments de créances par KBC pour un montant de 3,5 milliards d'euros. KBC avait émis ces instruments sans droit de vote afin de renforcer la confiance du public belge dans le groupe et les ratios Core Tier 1 applicables à ses activités de banque et d’assurance.
- NautaDutilh Bruxelles a conseillé Shire (une société biopharmaceutique anglo-irlandaise cotée à la Bourse de Londres et au NASDAQ) pour son offre de reprise volontaire de l’ensemble des actions en circulation de Movetis, une société belge de biotechnologie cotée à la Bourse Euronext de Bruxelles.
- NautaDutilh Bruxelles, conjointement à Slaughter and May, a conseillé QBE pour son acquisition de Secura NV, un réassureur basé en Belgique, dans le prolongement d’un processus d’enchères particulièrement concurrentiel. QBE a payé 267 millions € pour Secura et a montré un intérêt particulier pour ses relations à long terme avec un grand nombre d’assureurs en Europe.
- NautaDutilh Bruxelles a conseillé l’association professionnelle des fonds d’investissement cotés (BEAMA) dans l’élaboration d’un nouvel arrêté royal sur les sociétés de placements immobiliers (sicafis/vastgoedbevaks) et dans les négociations avec les autorités compétentes. Le texte, élaboré en coopération avec les représentants de plusieurs sicafis, portait sur la création d’un marché égal vis-à-vis des sociétés étrangères de placements immobiliers en résolvant plusieurs problèmes apparus au cours des années et qui avaient exposé certaines d’entre elles, surtout les nouvelles, à des problèmes de réglementation.
- NautaDutilh a conseillé APG sur la vente de AlpInvest au Groupe Carlyle et la gestion de AlpInvest en 2011.
- Le groupe immobilier de NautaDutilh au Benelux a conseillé W.P. Carey & Co. LLC dans son acquisition et 'triple net leaseback' de 157 millions d'euros pour 6 infrastructures logistiques au distributeur alimentaire néerlandais C1000 B.V. en 2011
- NautaDutilh Bruxelles a représenté avec succès la Région de Bruxelles-Capitale devant la Cour constitutionnelle dans son action en annulation du décret flamand sur le commerce des émissions de CO2 pour les activités aéronautiques. Le décret transposait la Directive communautaire 2008/101/CE du 19 novembre 2008 dans la Région flamande. (2011)